# Crow Wing County
Das Crow Wing County ist ein County im US-amerikanischen Bundesstaat Minnesota. Im Jahr 2020 hatte das County 66.123 Einwohner und eine Bevölkerungsdichte von 25,6 Einwohnern pro Quadratkilometer. Der Verwaltungssitz (County Seat) ist Brainerd, das nach der Autorin Ann Eliza Smith benannt wurde.

## Geografie
Das County liegt nördlich des geografischen Zentrums von Minnesota und wird vom oberen Mississippi durchflossen. Es hat eine Fläche von 2995 Quadratkilometern, wovon 414 Quadratkilometer Wasserfläche sind. An das Crow Wing County grenzen folgende Nachbarcountys:
| Cass County |                 |                   |
|             |                 | Aitkin County     |
|             | Morrison County | Mille Lacs County |

## Geschichte
Das Crow Wing County wurde am 23. Mai 1857 aus Teilen des Ramsey County gebildet. Benannt wurde es nach einer Insel an der Mündung des Crow Wing River in den Mississippi.
32 Bauwerke und Stätten des Countys sind im National Register of Historic Places eingetragen (Stand 28. Januar 2018).

## Demografische Daten

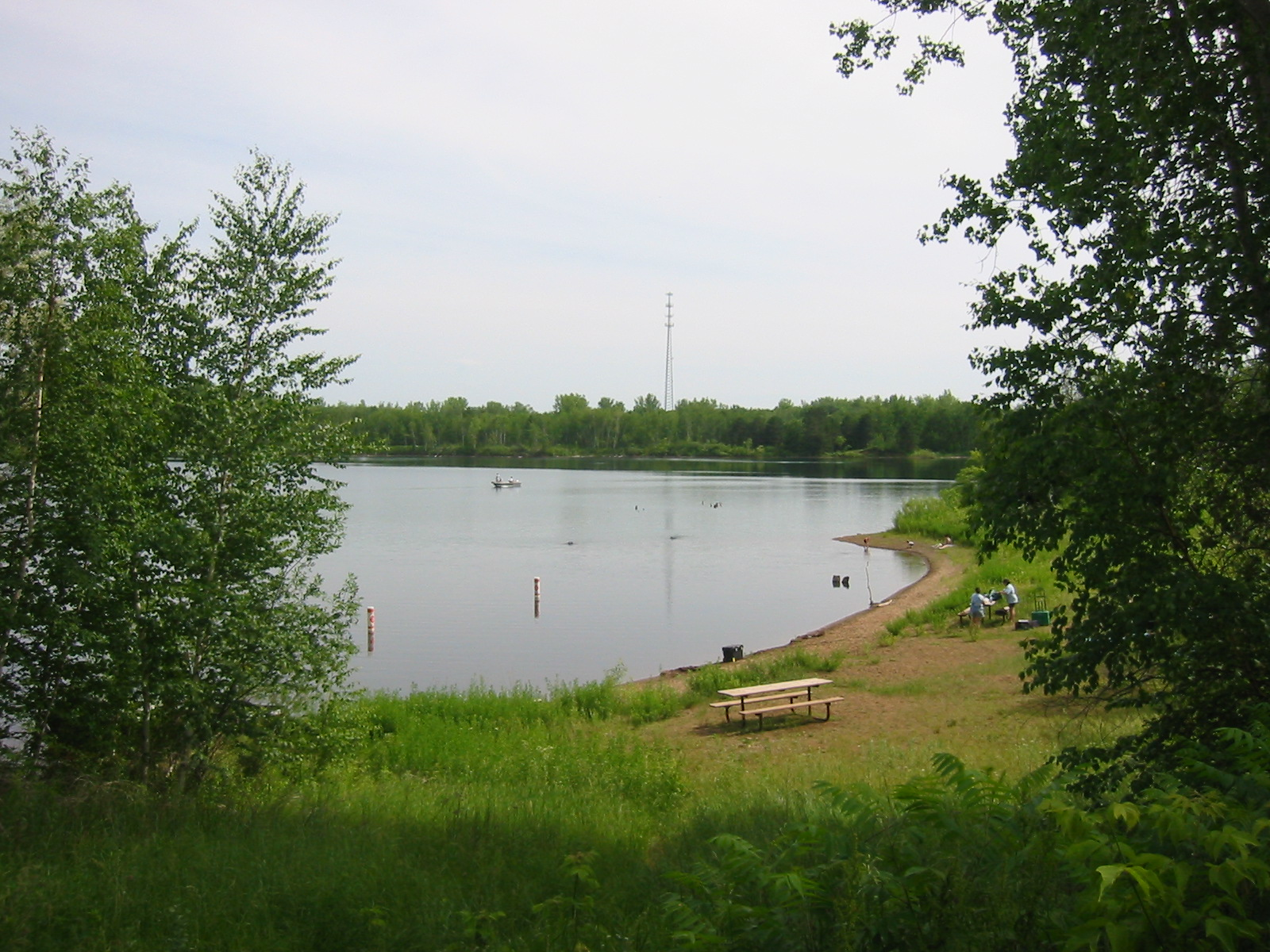
Der Portsmouth Lake in der Cuyuna Country State Recreation Area

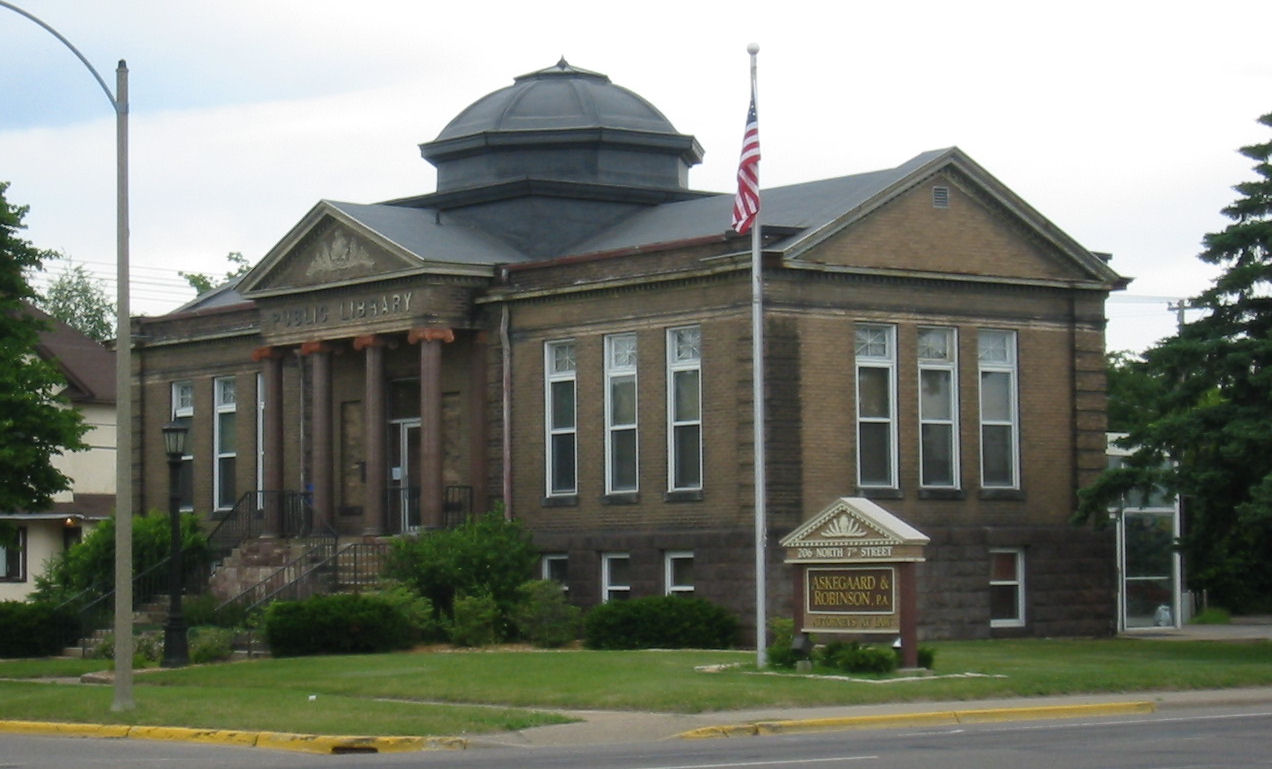
Die Brainerd Carnegie Library, gelistet im NRHP

Nach der Volkszählung im Jahr 2010 lebten im Crow Wing County 62.500 Menschen in 26.906 Haushalten. Die Bevölkerungsdichte betrug 24,2 Einwohner pro Quadratkilometer. In den 26.906 Haushalten lebten statistisch je 2,28 Personen.
Ethnisch betrachtet setzte sich die Bevölkerung zusammen aus 96,7 Prozent Weißen, 0,6 Prozent Afroamerikanern, 0,9 Prozent amerikanischen Ureinwohnern, 0,4 Prozent Asiaten sowie aus anderen ethnischen Gruppen; 1,4 Prozent stammten von zwei oder mehr Ethnien ab. Unabhängig von der ethnischen Zugehörigkeit waren 1,1 Prozent der Bevölkerung spanischer oder lateinamerikanischer Abstammung.
22,6 Prozent der Bevölkerung waren unter 18 Jahre alt, 58,4 Prozent waren zwischen 18 und 64 und 19,0 Prozent waren 65 Jahre oder älter. 50,1 Prozent der Bevölkerung war weiblich.

Das jährliche Durchschnittseinkommen eines Haushalts lag bei 45.853 USD. Das Pro-Kopf-Einkommen betrug 25.645 USD. 12,2 Prozent der Einwohner lebten unterhalb der Armutsgrenze.

## Ortschaften im Crow Wing County
Citys
| - Baxter - Brainerd - Breezy Point - Crosby - Crosslake | - Cuyuna - Deerwood - Emily - Fifty Lakes - Fort Ripley | - Garrison - Ironton - Jenkins - Manhattan Beach - Nisswa | - Pequot Lakes - Riverton - Trommald |

Census-designated place (CDP)
- Merrifield

Andere Unincorporated Community
- Lake Hubert

## Gliederung
Das Crow Wing County ist neben den 18 Citys ist in 28 Townships und zwei Unorganized Territories (UT) gegliedert:
| Township               | Einw. (2010) | FIPS     |
| ---------------------- | ------------ | -------- |
| Bay Lake Township      | 929          | 27-04096 |
| Center Township        | 910          | 27-10567 |
| Crow Wing Township     | 1966         | 27-14122 |
| Daggett Brook Township | 554          | 27-14464 |
| Deerwood Township      | 1306         | 27-15364 |
| Fairfield Township     | 345          | 27-20240 |
| First Assessment UT    | 5424         | 27-21149 |
| Fort Ripley Township   | 883          | 27-21950 |
| Gail Lake Township     | 97           | 27-23012 |
| Garrison Township      | 754          | 27-23210 |

| Township             | Einw. (2010) | FIPS     |
| -------------------- | ------------ | -------- |
| Ideal Township       | 1069         | 27-30734 |
| Irondale Township    | 1134         | 27-31202 |
| Jenkins Township     | 359          | 27-31850 |
| Lake Edward Township | 2085         | 27-34207 |
| Little Pine Township | 86           | 27-37646 |
| Long Lake Township   | 1036         | 27-37988 |
| Maple Grove Township | 774          | 27-40148 |
| Mission Township     | 817          | 27-43468 |
| Nokay Lake Township  | 830          | 27-46384 |
| Oak Lawn Township    | 1792         | 27-47824 |

| Township             | Einw. (2010) | FIPS     |
| -------------------- | ------------ | -------- |
| Pelican Township     | 446          | 27-50092 |
| Perry Lake Township  | 302          | 27-50542 |
| Platte Lake Township | 414          | 27-51496 |
| Rabbit Lake Township | 319          | 27-52855 |
| Roosevelt Township   | 601          | 27-55420 |
| Ross Lake Township   | 165          | 27-55978 |
| St. Mathias Township | 622          | 27-57328 |
| Second Assessment UT | 117          | 27-59161 |
| Timothy Township     | 162          | 27-64930 |
| Wolford Township     | 379          | 27-71374 |